# 피로딕티움 아비시
피로딕티움 아비시(Pyrodictium abyssi)는 피로딕티움속에 속하는 한 종이다.